# Yamaha YZF-R7
Yamaha YZF-R7 — гоночный мотоцикл, выпускавшийся компанией Yamaha Motor Company.

## Выпуск
Выпуску R7 в 1998 году предшествовал выход в свет моделей массового производства R1 и R6. В отличие от них R7 был выпущен ограниченной партией в 500 машин исключительно как гоночный мотоцикл для участия в Superbike World Championship и Suzuka 8 Hours. Это было связано с тем, что в данных соревнованиях к участию допускались только серийно выпущенные машины. Цена мотоцикла была весьма высока — порядка 35000 долларов.

## Описание
Поступивший в продажу R7 существенно уступал стоившей почти в два раза дешевле модели R1 с объёмом двигателя 998 см³, так как из-за существующего ограничения мощности в некоторых странах, мощность мотоцикла составляла не более 75 кВт (100 л. с.).
Двигатель, как и у R1 наклонен вперед, оснащен 20-клапанной головкой цилиндров, картер с двойным разъемом, валы КПП расположены друг над другом. Образцом для геометрии алюминиевой рамы Deltabox II послужили 500-кубовые гоночные Grand Prix. Легкая рама диагонального типа и маятник задней подвески обеспечивают стабильную жёсткость при относительно малой массе. Передний тормоз представляет собой два вентилируемых облегченных тормозных диска типа R1 (Ø 320 мм), задний — дисковый диаметром 245 мм.
Однако, несмотря на определенное сходство моделей, в конструкции R7 были особенности, совершенно не характерные для серийных моделей. Так, например, клапаны и шатуны мотора были изготовлены из титанового сплава.
На мотоцикле установлены полностью регулируемые гоночные подвески марки Öhlins (Швеция).
При установке на мотоцикл специального гоночного набора мощность увеличивалась до 160 л. с. Система впрыска, после замены программного обеспечения, включает вторую форсунку на каждый цилиндр, тогда как в стандартной сборке работает только одна.